# Lyrischer Mezzosopran
Als lyrischen Mezzosopran bezeichnet man ein bestimmtes Stimmfach der Stimmlage Mezzosopran. Der lyrische Mezzosopran zeichnet sich durch ein besonderes Timbre, ein geschmeidiges, charakterisierungsfähiges Organ, aus. Die Spielart bedarf einer gewandten Darstellerin. Meist klingt die Höhe bei einem „Mezzo“ runder als bei einem Sopran und häufig klingen lyrische Mezzosoprane sogar wie Soprane, wenn sie ohne Stütze im oberen Register singen. 

## Typische Partien
- Hänsel aus Humperdincks Hänsel und Gretel
- Dorabella aus Mozarts Così fan tutte
- Cherubino aus Mozarts Le nozze di Figaro
- Oktavian aus Strauss’ Der Rosenkavalier
- Mignon
- Cendrillon
- Charlotte
- Dido